# Project Zero (spil)
Project Zero, kendt som Zero (零〜zero〜) i Japan, og Fatal Frame i USA, er et survival horror-spil til PlayStation 2 og Xbox. Det blev udviklet og udgivet af Tecmo, og er det første spil i Project Zero-serien.
Xbox versionen blev udgivet senere end PlayStation 2 versionen, og indeholder en lang række elementer der ikke ses i en originale udgivelse. Dette inkluderer noter og dagbøger fra historien, en ny boss, en ekstra slutning, ekstra kostumer, og nogle få stationære spøgelser.

## Gameplay
Spillet er fokuseret om den kvindelige hovedperson, Miku Hinasaki. Som et resultat heraf, har spilleren kontrol over hende gennem størstedelen af spillet, kun undtaget af Prologue-kapitlet, hvori man styrer hendes bror Mafuyu.
Både Miku og Mafuyu har lommerlygter med sig for at gøre det nemmere at se noget i den dystre herregård, men denne mistes dog da spillet når Kapitel 3. Mikus eneste våben er Camera Obscura, et antikt kamera der har evnen til at uddrive ånder og fange dem i dets film. Kameraet har dog kun begrænset "ammunition", da filmen ikke virker evigt, men kun kan bruges til et begrænset antal skud. Der er forskellige typer film spredt ud i hele herregården, og hver type besidder sin egen destruktive evne. Det er også muligt at opgradere kameraet med specielle evner, hvilket gøres ved at skaffe erfaringspoint ved at uddrive spøgelser. Disse evner, så som "Paralyse" og "See", kan hjælpe Miku i hendes kamp mod de mere kraftfulde ånder.
Spillerens liv er illustreret af en lyseblå linje i nederste højre hjørne af skærmen, men ses dog kun når man enten bliver angrebet af et spøgelse, eller bruger kameraet. Hvis ens livskraft bliver drænet slutter spillet. Det er dog muligt for begge figurer at finde helende genstande i forskellige dele af spillet, der kan hjælpe ved at give dem en vis del af deres livskraft tilbage. Derudover findes der også en speciel genstand kaldet "Spirit Stone" som Miku kan skaffe, der giver hende fuldt liv igen, i tilfælde af at hun skulle være på kanten til at dø helt.
I løbet af spillet vil Miku udforske hele herregården, samt et tempel der er placeret i dets baghaven, og vil blive nødt til at samle specielle genstande og lyse gåder for at kunne fortsætte fremad i spillet. Samtidig møder Miku også en lang række spøgelser, som enten angriber hende uden varsel eller introduceres via en cutscene, som hun bliver nødt til at bekæmpe. Der er dog også nogle få spøgelser der ikke vil angribe, men langt de fleste er fjendtlige.
Kapitlerne, angivet som nætter i spillet, skifter efter at Miku når en speciel destination, oftest efter at have løst større delen af historiens mysterier. Ved slutningen af hver nat, bliver hun kidnappet af spillets "skurk", Kirie, som transporterer hende til en anden del af herregården. Når Miku vågner op den efterfølgende nat, fortsætter hun sin udforskning af herregården, med nye opgaver og begivenheder, til trods for de næsten uændrede omgivelser.
Rundt omkring i herregården er der placeret specielle Orber, objekter der gør det muligt for spilleren at gemme sit spil, samt få en vis mængde film til kameraet. Orben virker også som en indikator, for hvorvidt der er en fjendtlig ånd i rummet. Under normalle forhold kan man gemme sit spil et uendeligt antal gange. Dette er dog begrænset til et vist antal hvis man spiller spillet i Hard eller Nightmare mode.

## Historie
Spillet handler om en ung pige ved navn Miku Hinasaki, der besøgte Himuro Mansion i søgen efter Mafuyu, hendes ældre bror. Mafuyu var forsvundet ni dage tidligere, da han selv havde besøgt Himuro Mansion i søgen efter hans ven, forfatteren Junsei Takamine, der også forsvandt i herregården sammen med sin assistent, Koji Ogata, og hans veninde, Tomoe Hirasaka.
Som Miku udforsker stedet, lære hun efterhånden om de mørke hemmeligheder som den herregård holder, såvel som de mange ritualer der blev udført i det for mange år siden. Hun finder også ud af hvad det var der dræbte så mange mennesker og fangede deres sjæle i herregården for evigt. Junsei Takamine har fået samme skæbne, men det har Mafuyu dog ikke. Kirie, et kvindeligt spøgelse der blev tvunget til at deltage i et mørk ritual, hvor hun blev udnævnt til at være Rope Shrine Maiden for at bevogte portalen til en anden verden, havde kidnappet Mafuyu da han var en direkte reinkarnation af hendes tidligere elskede, en ung mand som Kirie aldrig rigtig nåede at møde men som hun trods dette var dybt forelsket i. Selvom det lykkes Miku at rede Mafuyu i slutningen af spillet, fortæller Mafuyu at han er Kiries tidligere elskede, og at han bliver nødt til at blive med hende, så hun ikke bliver ensom igen. Efter dette falder stedet sammen, og Mafuyu forsvinder med Kirie.
En anden slutning findes dog, hvis spillet gennemføres på Nightmare Mode. Efter at have kæmpet mod Kirie, reder Miku Mafuyu, og de undslipper begge stedet før det kollapser. Efter de er sluppet ud, ser Miku hvordan de fangede sjæle bliver sat fri, og svæver op mod nattehimlen. Denne slutning anses dog ikke som kanon, da den ikke stemmer overens med begivenhederne i Project Zero III: The Tormented.